# Tokudaia
Genre
Tokudaia est un genre de rongeurs de la sous-famille des Murinés.

## Distribution
Les membres de ce genre sont endémiques des Îles Ryūkyū au Japon.

## Liste des espèces
Ce genre comprend les espèces suivantes :
- Tokudaia muenninki Johnson, 1946
- Tokudaia osimensis (Abe, 1934)
- Tokudaia tokunoshimensis Endo & Tsuchiya, 2006

## Publication originale
- Kuroda, 1943 : The occurrence of the Spinous Rat in Okinawa Island in the Central Riu-Kiu Islands. Bulletin of the Biogeographical Society of Japan, vol. 13, n. 9, p. 59-64.